# Lohn, Schaffhausen
Lohn är en ort och kommun i kantonen Schaffhausen, Schweiz. Kommunen har 768 invånare (2023).